# Giprus californicus
Giprus californicus är en insektsart som beskrevs av Sawbridge 1975. Giprus californicus ingår i släktet Giprus och familjen dvärgstritar. Inga underarter finns listade i Catalogue of Life.